# Podlesnaja (obwód moskiewski)
Podlesnaja (ros. Подлесная) – wieś w Rosji, w obwodzie moskiewskim, w rejonie miejskim Szaturskim.